# Nagy Karola
Nagy Karola (Segesvár, 1906. május 17. – Brassó, 1933. február 27.) erdélyi magyar író, újságíró.

## Életútja
Tizenhárom gyermekes elszegényedett nemesi családjából korán Brassóba került nevelőszülőkhöz, itt a Római Katolikus Leánygimnázium és zárda növendéke. Hányatott életében volt tisztviselő, bolti elárusító is. Férjével Bukarestben és Medgyesen élt, majd visszakerült Brassóba. 1930 őszétől a Brassói Lapok, később a vállalat kiadásában megjelenő Népújság rendőrségi és törvényszéki tudósítója. Itt jelentek meg riportjai, interjúi és esszéi. Két drámáját a kolozsvári Magyar Színházban Janovics Jenő Háborús nemzedék összevont címmel 1933-ban tűzte műsorra, de a Színházi Felügyelőség az előadást nem engedélyezte. A bemutató tervbe vett napja előtt az írónő váratlanul elhunyt.
Hátrahagyott két színdarabja (A lány; A fiú), egy kisregénye (Az ismeretlen), másokkal közösen írt "kollektív regénye" (A földalatti hármak, Tamási Áron előszavával), valamint feljegyzései és naplói csak halála után kerültek a közönség elé.
Már röviddel korai halála után feltette Ligeti Ernő a kérdést: "... miért tudunk mi olyan keveset erről az erdélyi Baskircsev Máriáról, hát olyan gazdagok vagyunk, hogy teljességgel megfeledkezhetünk róla?" Az összehasonlítás az ugyancsak korán elhalt és naplóit hátrahagyó orosz festőnővel bizonyára a hasonló származásnak, a szenvedélyes nőiségnek és a társadalmi elkötelezettségnek szólt, tekintettel a szocialista irodalom kezdeteihez számítható két drámára. A szerző "a lány", Claire élveteg és kegyetlen személyében éppen úgy a korabeli osztályellentéteket jeleníti meg, mint "a fiú" alakjában, Bandiban, a tönkrement földbirtokos diákfiúban, aki a proletárok oldalára állva kezd új életet. A drámai feszültségek szerelmi hátterét a hagyaték jegyzeteinek érzelmi szenvedélyessége magyarázza meg. Ezekből állította össze Csire Gabriella az írónő személyiségét idéző – egyelőre kéziratban rekedt – regényét (Egyedül jártam közöttetek).
Portréját Ruzicskay György festette meg.

## Gyűjteményes kötetei
- Itt voltam (Gaál Gábor gondozásában, Benedek Marcell előszavával. Budapest, 1934)
- Ne nézz utánam. Egy lélek lángolása és elhamvadása (sajtó alá rendezte és életrajzi adatokkal látta el Benamy Sándor. Budapest, 1984)